# Between Life and Death
Between Life and Death – jest drugim solowym albumem Jennie Tebler. Wydany w 2006 roku.

## Lista utworów
1. "Between Life and Death – 04:23
2. "Never Stop Crying – 04:30